# Chi Chích chạch
Chi Chích chạch (danh pháp khoa học: Macronous), là một chi chứa khoảng 5 loài chim trong họ Họa mi (Timaliidae). 

## Các loài
Chi này chứa các loài sau:
- Macronous gularis: Chích chạch má vàng hay chích chạch vằn
- Macronous flavicollis: Chích chạch má xám
- Macronous kelleyi: Chích chạch mặt xám
- Macronous striaticeps: Chích chạch nâu
- Macronous ptilosus: Chích chạch lưng bông